# Prímula acaule
Prímula acaule, Primula vulgaris (sinònim P. acaulis (L.) Hill) o margaridussa és una espècie de planta amb flor del gènere Primula nativa de l'oest i sud d'Europa (des de les illes Faroe i Noruega al sud fins a Portugal, i a l'est fins a Alemanya, Ucraïna, Crimea, i els Balcans), nord-oest d'Àfrica(Algèria), i sud-oest d'Àsia (Turquia a l'est fins a l'Iran). Als Països Catalans es troba només a Catalunya (conca del Ter, naixement del Llobregat, Castelltallat, Ports de Tortosa-Beseit) i a la Serra de Tramuntana de Mallorca (subespècie balearica).

## Descripció

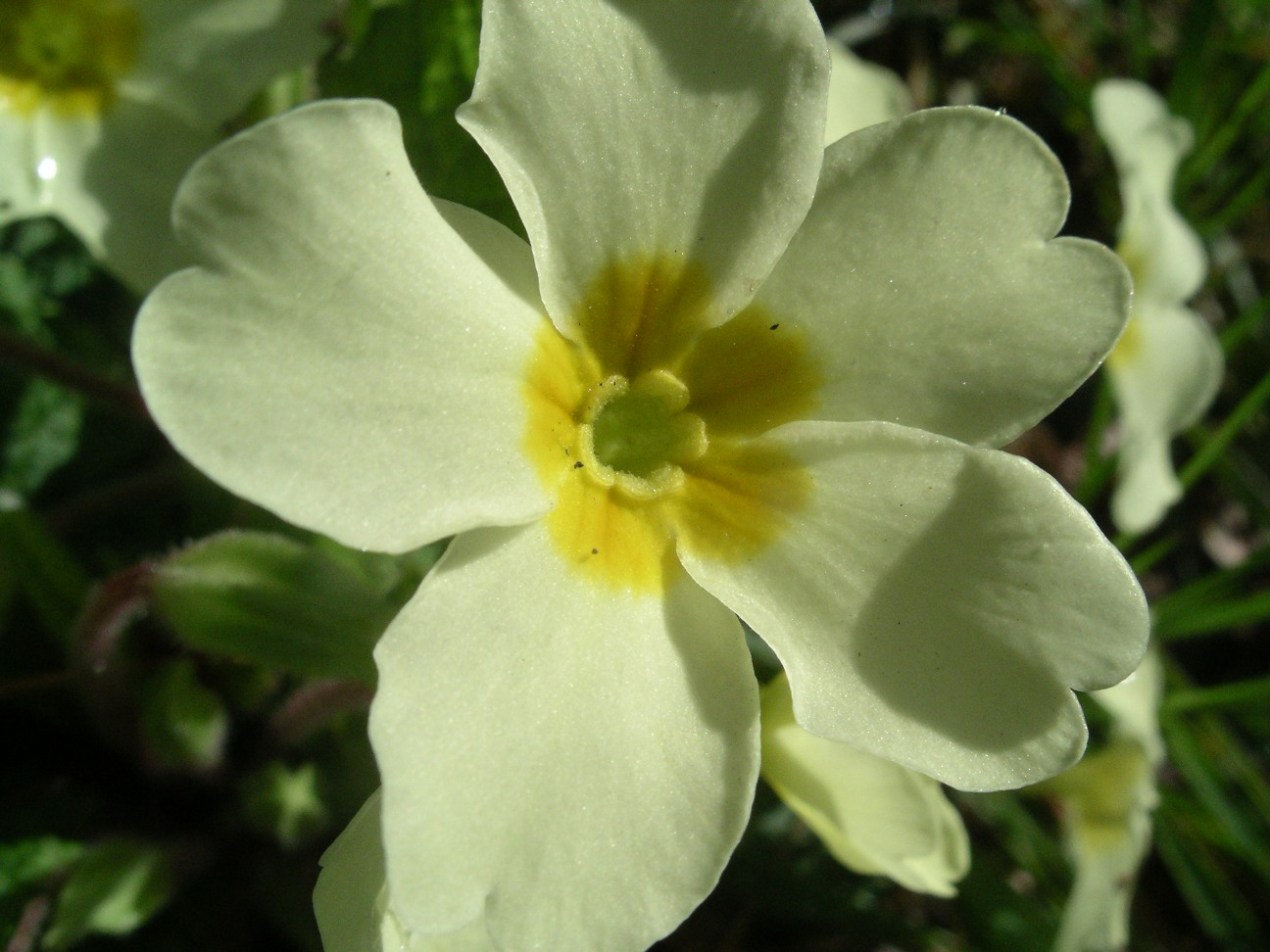
Flors

És una planta perenne herbàcia, de creixement lent, de 10–30 cm d'alt, amb una roseta basal de fulles les quals fan de 5–25 cm de llarg i 2–6 cm d'ampla amb marges irregularment de crenats a dentats i normalment una tija molt curta, pràcticament inapreciable que fa que sembli que les flors surtin directament des de terra (acaulis vol dir sense tija). Les flors fan de 2–4 cm de diàmetre, de color groc pàl·lid, blanques vermelles o porpres. El fruit és una càpsula i les llavors són petites i negres.
Floreix a finals d'hivern i principi de primavera, essent una de les primeres plantes a florir a gran part d'Europa. Als Països Catalans, on creix des dels 100 als 1.300 m d'altitud, floreix de febrer a abril.

## Subespècies
N'hi ha tres:
- Primula vulgaris subspecies vulgaris. oest d'Europa amb flors groc pàl·lid.
- Primula vulgaris subsp. balearica (Willk.) W.W.Sm. & Forrest. Balears (endèmica). Flors blanques.
- Primula vulgaris subsp. sibthorpii (Hoffmanns.) W.W.Sm. & Forrest. Balkans, sud-oest d'Àsia amb flors rosades a vermelles o porpres.

## Cultiu
Hi ha nombrosos cultivars seleccionats per jardineria, sovint derivats de la subespècie sibthorpii o híbrids entre les subespècies.

## Comestibilitat
Es poden menjar tant les fulles com les flors, amb un gust intermedi entre l'enciam i plantes d'amanida més amargants. De les fulles se'n pot fer una infusió i de les flors una mena de vi.

## Cultura
La prímula acaule era la flor preferida de Benjamin Disraeli. Es va votar com la flor del comtat de Devon el 2002.